# Dokapon: Monster Hunter
Dokapon: Monster Hunter (ドカポンQ モンスターハンター, Dokapon Q: Monster Hunter) est un jeu vidéo de type dungeon crawler développé et édité par Asmik Ace Entertainment, sorti en 2001 sur Game Boy Advance.

## Accueil
- Jeuxvideo.com : 15/20[1]